# Havmannen
La Havmannen (que en noruego quiere decir: El Hombre del Mar) es una estatua de piedra granito del artista británico Antony Gormley situado en la ciudad de Mo i Rana en el norte de Noruega. La escultura se levanta en la "Ranfjord" en la ciudad de Mo i Rana, que se refiere a menudo en Noruega como la "Polarsirkelbyen"  "Ciudad del Círculo Ártico"). La escultura tiene 11 metros de alto y pesa 60 toneladas. El artista originalmente contemplaba que la escultura se realizara en acero, con base en la industria del acero tradicional, que fue uno de los pilares de la Mo i Rana industrial, y se colocó en el fiordo para ilustrar los fuertes contrastes entre la naturaleza y la industria.